# 柚木沙弥郎
柚木 沙弥郎（ゆのき さみろう、1922年〈大正11年〉10月17日 - 2024年〈令和6年〉1月31日）は、日本の染色工芸家。
「民藝運動」の提唱者である柳宗悦の影響を受け、染色工芸家・芹沢銈介に師事し、染色工芸家となる。染色以外にも版画や絵本、切り絵や立体造形物を制作し、民藝運動にも大いに携わった。
女子美術大学名誉教授。女子美術大学第7代学長（1987年4月から1991年3月）を歴任。

## 経歴
1922年（大正11年）10月17日、東京府東京市滝野川区（現在の東京都北区）田端で洋画家の柚木久太の次男として生まれる。柚木家は岡山県倉敷の旧家であり、祖父の柚木玉邨は南画家として活躍した。
1942年（昭和17年）、東京帝国大学文学部美学・美術史科に入学。同級生には柳宗玄がいた。
1943年（昭和18年）、学徒動員される。1945年（昭和20年）静岡県の大井海軍航空隊で終戦を迎え、父親の郷里・倉敷に復員した。
1946年（昭和21年）、岡山県にある「大原美術館」に勤務。初代館長・武内潔真から「民藝運動」の提唱者である柳宗悦の著書を自由に借りて読んだ。芹沢銈介の和紙型染カレンダーに魅せられ感銘を受け、染色家を志した。
1947年（昭和22年）、大原美術館を退職し東京帝国大学に復学したが、のちに中途退学した。そして芹沢に弟子入りし、修行の一環として静岡県由比町（現在の静岡市清水区）の正雪紺屋に住み込み、染色の技法を学んだ。
1948年（昭和23年）、初作品「紅型風型染布」を制作した。
1950年（昭和25年）、女子美術大学工芸科専任講師に就任し、芹沢主宰の染色家集団萌木会に入会。1953年（昭和28年）には国画会会員となる。
1955年（昭和30年）、東京銀座のたくみ工芸店画廊で初の個展を開催し、以後個展やグループ展を多数開催している。
1967年（昭和42年）にはヨーロッパを歴訪。1972年（昭和47年）女子美術大学教授に就任。1984年（昭和59年）、日本民藝館評議員に就任。
1987年（昭和63年）、女子美術大学・女子美術短期大学の第7代学長に就任。1991年（平成3年）に退職。
2023年（令和5年）に100歳を超えても染色を続けていた。
2024年（令和6年）1月31日、東京都渋谷区の病院でうっ血性心不全のため死去した。101歳没。
101歳まで現役のアーティストを貫いた。

## 受賞歴
- 1950年 - 第24回国展にて国画奨励賞
- 1958年 - ブリュッセル万博にて型染壁紙が銅賞
- 1990年 - 第1回宮沢賢治賞
- 1996年 - 絵本「魔法のことば」が「子どもの宇宙」国際図書賞
- 2020年 - 第1回JAPAN天心賞特別賞

## 著作
- 柚木沙弥郎『柚木沙弥郎 92年分の色とかたち』グラフィック社、2014年10月24日。ISBN 9784766127140。

## 関連文献
- 「柚木沙弥郎との時間」 グラフィック社 2020年
- 「柚木沙弥郎のことば」 グラフィック社 2021年